# One Island South

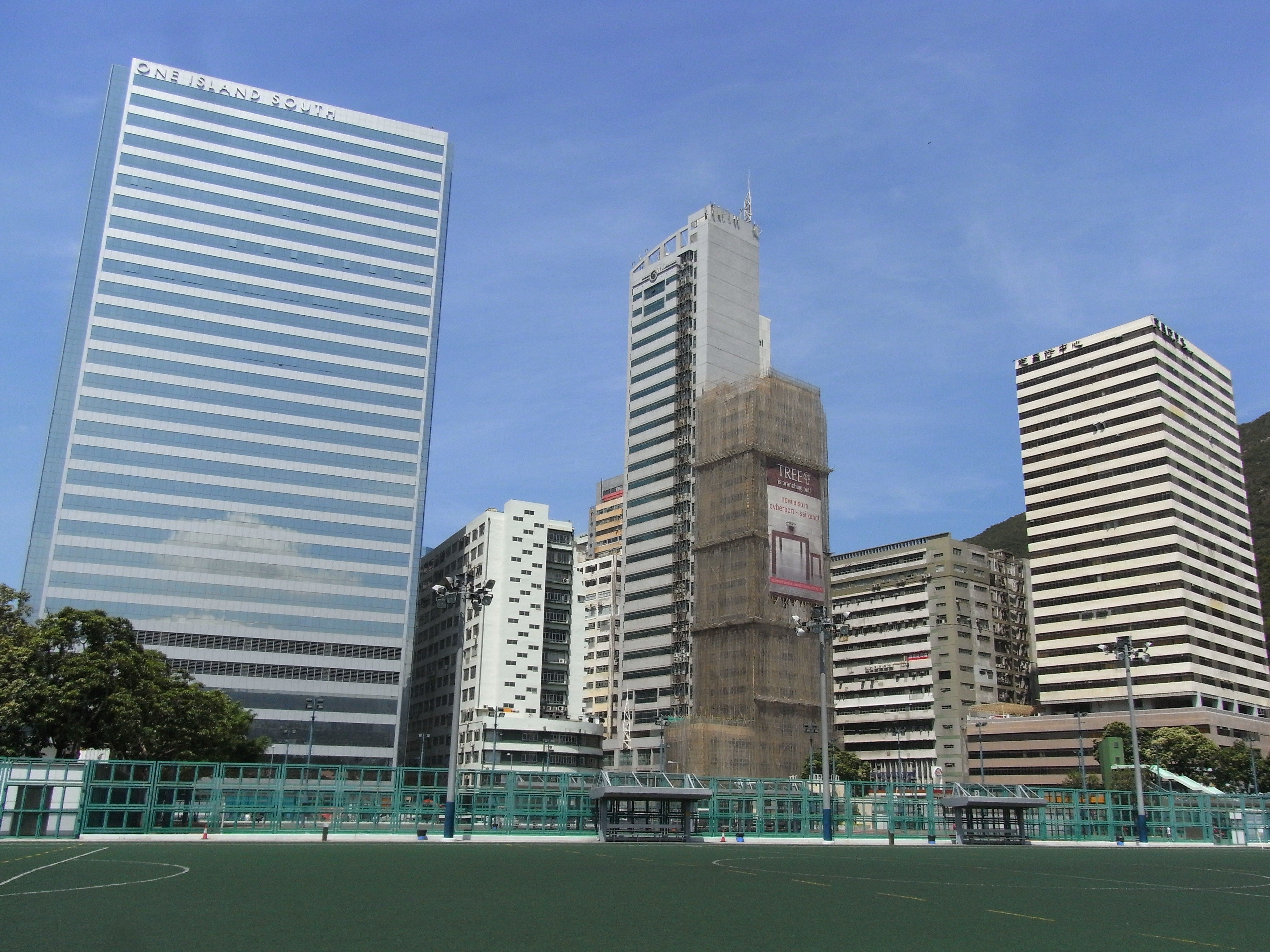
One Island South外貌，前方為黃竹坑遊樂場

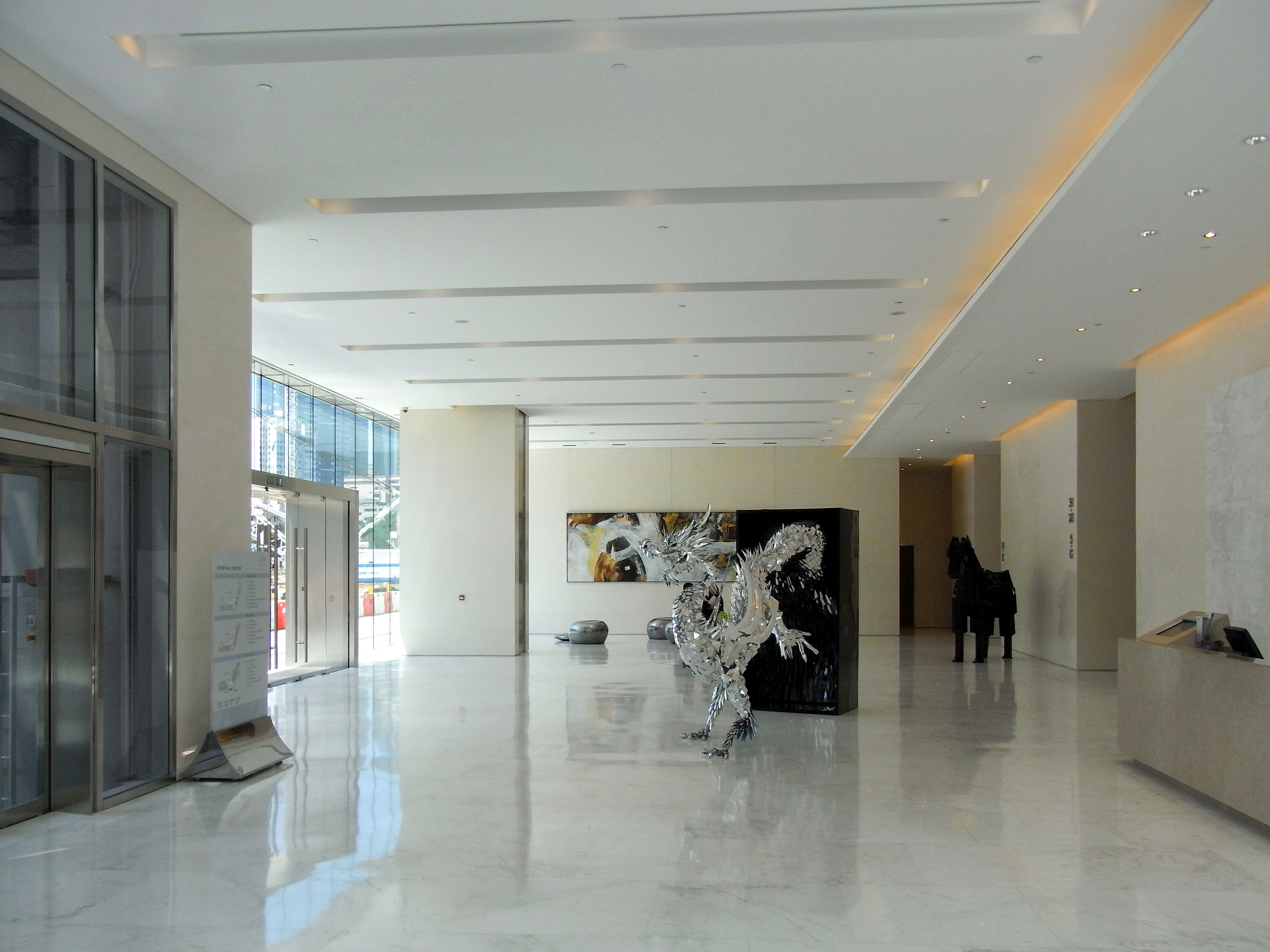
One Island South大堂

One Island South是香港的一幢甲級寫字樓，位於香港島南區黃竹坑，每層約3萬平方呎，全幢總共提供80萬平方呎商業面積，窗戶為玻璃幕牆，樓層高度3.65米。大樓的發展商為會德豐地產，於2011年2月獲預售樓花同意書，並於2012年正式啟用。One Island South 用戶包括鐘錶企業、服裝品牌、紅酒商人、娛樂媒體、印刷、醫藥、消費品、物流及貿易公司等。  

## 租戶
- 2至3樓：會德豐地產
- 7樓：港島南岸第1期晉環示範單位
- 19樓：Kitchen Infinity Holdings Limited
- 20樓：泰昇地基工程
- 26樓：香港大學賽馬會癌症綜合關護中心
- 27至30樓：連卡佛
- 31樓：太平洋航運集團

### 食肆
- 花見山下日式料理
- (coming soon)

## 鄰近景觀
- 壽臣山
- 深水灣
- 港島南岸The Southside大型商場
- 海洋公園
- 深灣游艇會
- 深水灣高爾夫球會

## 毗鄰道路
- 香葉道
- 深水灣道